# أرض زيكولا
أرض زيكولا هي رواية من تأليف الكاتب المصري عمرو عبد الحميد صدرت كنسخة أولى سنة 2010 وأعادت عصير الكتب للنشر والتوزيع إصدارها سنة 2015. احتلت الرواية المركز الثاني في قائمة أكثر الكتب مبيعا في سنة 2016 لمكتبة كتابيكو وعصير الكتب بعد أرض الإله.
هي رواية خيالية تصف عالم موازي لعالمنا هذا، بطلها شاب من قرية البهو فريك يجد نفسه يوما في أرض لا تتعامل بالنقود كسائر البشر، وبدل ذلك وحدات الذكاء فكل عمل مقابل مال في أرضنا يعادل هناك قيمة معينة من وحدات الذكاء.

## قانون أرض زيكولا
- هي أرض أهلها يتعاملون بوحدات الذكاء، فأنت تعمل ولا يتم محاسبتك نقدًا بل تزيد وحدات الذكاء عندك وإذا ما اشتريت شيئًا فإنها تنقص من ذكاءك.
- الفقير يقصد به من لا يملك وحدات ذكاء كثيرة.[5]
- يقام كل سنة يوم تحتفل فيه زيكولا ويسمى يوم الزيكولا، يذبح فيه أفقر شخص في الأرض، حيث يجمع أفقر المواطنين ويتم اختيار ثلاثة منهم يكونون أشد مرضا (فقرا) على أيدي الأطباء ليتم بعد ذلك خضوعهم للعبة تسمى بلعبة الزيكولا [6] يقوم فيها المختار بالتصويب على مناطق معينة اختارها في ما قبل على مجسم صغير له ينحت بعد اختياره[7]، ومن يصيب أقل المناطق يذبح.
- لا يحق لأحد الخروج من أرض زيكولا في الأيام العادية إلا يوم الزيكولا حيث تفتح الأبواب.
- بخروجك عن أرض زيكولا  يطبق عليك قانون وحدات الذكاء.
- يوم ولادة طفل ذكر للملك يقام يوم الزيكولا.

## ملخص الرواية
بطل هذه الرواية هو خالد شاب ذو 28 عاما من قرية البهوفريك يتقدم لخطبة حبيبته للمرة الثامنة ويقبل بالرفض من طرف والدها بداعي أنه يريد لابنته شابا غير عادي، يحاول بعدها خالد القيام بمغامرة يتسنى له من خلالها الوصول لشيء يرضي باله. يقرر القيام برحلة في سرداب فوريك المتواجد بالقرية ذلك السرداب الذي تحوم حوله إشاعات وحقائق عديدة، منها أنه كان المكان الأخير الذي زاره والدا خالد. فيلتجئ لجده ليستدعي هذا الأخير صديقا له ويمنح خالد كتابا قديما لشخص سبق أن زار السرداب إلا أن ذلك الكتاب غير مكتمل. يدخل خالد السرداب في ليلة مقمرة وبعد مسيرة طويلة يحدث انهيار به، بعد نجاة خالد يجد نفسه في صحراء قاحلة بها شخصان يدلانه عن مدينة قريبة كانت تلك أرض زيكولا والتي كانت تعرف في ذلك اليوم احتفالا بيومها الخاص يوم الزيكولا، يدخل خالد المدينة ويتعرف على يامن وصديقه إياد اللذان يخبرانه بقوانين زيكولا وكيف يتعامل الناس بوحدات الذكاء بدل المال وكيف يذبح أفقر(أغبى) من بالمدينة في يوم الزيكولا بعد اختيار لعبة الزيكولا له .وعندما يقرّر الخروج يخبرونه بأن الباب الذي دخل منه قد أغلق ولن يفتح إلا في السنة القادمة يوم الاحتفال، يتعرف بعد ذلك خالد على الطبيبة أسيل التي تساعده في باقي رحلته في البحث عن كتاب علم خالد بأنه أغلى كتاب بيع في أرض زيكولا ويتحدث عن وهم سمي بسرداب فوريك وهذا الكتاب كان مع شخص قدم المدينة منذ عشرين عاما، يعرف بعدها أن صاحب الكتاب كان والده، فبدأ خالد العمل رفقة صديقه يامن لجني المزيد من وحدات الذكاء التي يتطلبها الكتاب، والبحث كذلك عن صاحب الكتاب رفقة أسيل، ليتبين في الأخير أن مالك الكتاب هو أخو خالد والذي تحصل عليه بعد أن قتل والده من أجل أن يرثه.
تطلب الكتاب الكثير من وحدات الذكاء خاصة أن أخاه كان كثير الطمع والاستغلال.بعدها يجد خالد في الكتاب لغز لم يستطع حله إلا بمساعدة الطبيبة أسيل التي كانت تمتلك ثروة من الذكاء. وبعدما وجد باب السرداب للعودة كان لا بد من إيجاد طريقة للوصول إليه بعدما اكتشف أن الباب يقع خارج سور زيكولا وليس داخله. فوضع خطة كالتالي: سيحفر نفق في أحد البيوت القريبة من السور حيث سيعطي للخادم الذي يحرسه 200 وحدة ذكاء والعمال الذين سيحفرون النفق 300 وحدة ذكاء، على أن يتمموا الحفر في ضرف 20 يوما. وهو سيعمل في تلك الفترة لكي يستعيد وحداته، لكن المفاجأة كانت ولادة ابن الحاكم في شهره السابع فقط وخلالها تم اعتقال خالد على أنه ضمن الأكثر فقرا في زيكولا وبعد أن فحصته الطبيبة أسيل إلى جانب العديد من المعتقلين الاخرين تبين أنه ضمن الثلاثة الأكثر فقرا.وبعدها أحيل على لعبة الزيكولا التي لم ينجح فيها وتم الحكم عليه بالذبح لكن الطبيبة كانت قد منحته من ذكائها الكثير دون علمه لأنها كانت تحبه ولم ترد موته، ليتم بعدها إعلان العفو عن خالد لكونه غني واعتبار الطبيبة أسيل خائنة. وبعد مساعدة صديقيه تمكن خالد بالفعل من ولوج النفق المؤدي إلى سرداب فوريك وعاد بلده. في حين هربت الطبيبة من أرض زيكولا 

## شخصيات الرواية
- خالد حسني: شاب تخرج حديثًا من الجامعة ويتقدم لخطبة حبيبته منى، لكن والدها يرفضه أكثر من مرة لسبب غريب وهو كون خالد ليس شخصًا مميز، فيُصر على الزواج منها مهما تطلب الأمر، ليقرر النزول إلى سرداب فوريك الغريب ويذهب في مغامرة إلى أرض زيكولا ليثبت لنفسه ولأب منى أنه شخص مميز، لكن رحلته هذه ستكون مليئة بالتحديات ومحفوفة بالمخاطر.
- أسيل: طبيبة أرض زيكولا الأولى تلتقي بخالد صدفة عندما تصدم عربتها به، فتقع في حبه خاصة بعد أن أنقذ طفلاً من الغرق أمامها، وتساعده بعد ذلك ليخرج من زيكولا ويعود إلى بلاده.
- يامن: هو شاب زيكولي صديق خالد في زيكولا والذي يساعده في التعرف على زيكولا وقوانينها وطبيعة أهلها، ويبحث له عن عمل حتى يتمكن من جمع وحدات ذكاء تمكنه من العودة إلى بلاده.
- إياد: صديق يامن المقرب، والذي يستعين به خالد في رحلة بحثه عن طريق العودة إلى قرية البهو فريك.
- نادين: بائعة هوى حاولة إغواء خالد لكنه لم يستجب لها، ولاحقًا تساعده للوصول إلى كتاب قديم سيكون هو مفتاح عودته إلى بلاده.
- عبده: جد خالد والذي رباه منذ وفاة والديه، والذي، يحكي لخالد عن قصة دخوله سرداب فوريك من قبل.
- منى: حبيبة خالد التي يجاهد للزواج منها، لكنه يصطدم برفض والدها الدائم له.

## إقتباسات
| الإقتباسات |
| --- |
| يقولون الحب أعمى.. وهو يقول أصابني العمى حين أحببت                                                                                                   |
| يا صديقي إن عملتنا مختلفة تماما.. إن عملة أرض زيكولا هي وحدات الذكاء.. ومن يكون ذكيا هو الغني.. أما الفقير فهو الأقل ذكاء                            |
| أفضل أن أذبح يوم زيكولا .. ولا أعطي أحدا شيئا مقابل خوفي..                                                                                           |
| أعلم أنكم تتعاملون بوحدات الذكاء.. وأن الذكاء عملتكم.. ولكن حان الوقت لتستخدموه مرة واحدة بحياتكم.. استخدموه كي تعيشوا.. استخدموه كي تفخروا بأنفسكم. |
| أعلم جيدا أن من يحب سيفعل كل شيء من أجل من يحبه.. |

## اقرأ أيضاً
- عمرو عبد الحميد
- ذاكرة الجسد
- أرض الإله
- وادي الذئاب المنسية

## روابط خارجية
- صفحة رواية أرض زيكولا على موقع جود ريدز